# Mosqitoo
Mosqitoo is een Poolse muziekgroep die electrohouse maakt. Sinds 2005 zijn ze verbonden aan het platenlabel Kayax.

## Discografie

### Albums
- 2005 - Mosqitoo Music
- 2007 - Black Electro
- 2010 - Synthlove